# ライアン・グリグソン
ライアン・グリグソン（Ryan Grigson 1972年2月23日- ）は、アメリカ合衆国インディアナ州ハイランド出身のアメリカンフットボール選手。2016年シーズンまでNFLのインディアナポリス・コルツでゼネラルマネージャーを務めた。

## 経歴
1991年から1994年までパデュー大学でオフェンシブタックル、タイトエンドとしてプレーした。1992年10月10日のミネソタ大学戦で相手選手から腹部にヒットされて重傷を負い、残りシーズンを棒に振った。1993年にチームに復帰すると、1994年シーズンまで2年間チームキャプテンを務めた。1994年にはチームは10年ぶりに勝ち越ししている。
1995年のNFLドラフト6巡でシンシナティ・ベンガルズに指名されて6月10日、契約を結んだが、8月28日の最終ロースターカットでチームからカットされた。その後、デトロイト・ライオンズと契約した。1996年8月14日、ライオンズから解雇された。
1997年にカナディアン・フットボール・リーグのトロント・アルゴノーツに入団、背中に重傷を負い、その年で現役を引退した。
引退後、1998年にサスカチュワン・ラフライダーズのスカウトに就任、同年マクファーソンカレッジのアシスタントコーチも務めた。1999年にアリーナフットボールリーグのバッファロー・デストロイヤーズでアシスタントコーチを務めた。
1999年から2003年までセントルイス・ラムズのスカウトを務めた。この間チームは第34回スーパーボウルで優勝、第36回スーパーボウルにも出場している。
2004年3月15日、フィラデルフィア・イーグルスのスカウトに就任、この年チームは第39回スーパーボウルに出場した。2006年6月8日、カレッジスカウティングディレクターに就任、2010年2月3日、プレイヤーパーソナルディレクターを務めた。
2012年1月11日、インディアナポリス・コルツのゼネラルマネージャーに就任した。2016年シーズン終了後、2017年1月21日に解任された。
2017年シーズンはクリーブランド・ブラウンズ、2018年から2019年シーズンはシアトル・シーホークスのチームスタッフとして活動し、2020年シーズン再びブラウンズのフロントに戻った。
2022年2月9日、ミネソタ・バイキングスのシニアフットボールアドバイザーに就任することが発表された。

## 家族
父親はノースウェスト・ミズーリ州立大学のフットボール選手であり、1980年に亡くなった。弟はアリゾナ・カージナルスでスカウトを務めている。
妻のシンシアとはパデュー大学時代に知り合い、2001年に結婚、5人の子供がいる。